# Peter Medawar
Sir Peter Brian Medawar (Rio de Janeiro, estat de Rio de Janeiro, Brasil, 28 de febrer de 1915 - Londres, Regne Unit, 2 d'octubre de 1987) fou un zoòleg, biòleg i professor universitari anglès, d'origen brasiler, guardonat amb el Premi Nobel de Medicina o Fisiologia l'any 1960.

## Biografia
Era fill de pare libanès i mare brasilera. Va estudiar zoologia a la Universitat d'Oxford, i després de graduar-se treballà a l'escola de patologia de Howard Walter Florey a Oxford on inicià a interessar-se en els camps de la biologia i la medicina. Membre de la Royal Society de Londres des de 1949, entre 1947 i 1951 fou professor de zoologia a la Universitat de Birmingham, i entre 1951 i 1962 de la Universitat de Londres. L'any 1965 fou nomenat Cavaller per part de la reina Elisabet II d'Anglaterra i el 1981 ingressà a l'Orde del Mèrit. Morí el 1987 a la ciutat de Londres a conseqüència de problemes cerebro-vasculars.

## Recerca científica
Inicià els seus treballs al voltant dels trasplantaments l'any 1949, quan Frank Macfarlane Burnet va emetre la seva hipòtesi per la qual durant el desenvolupament embrionari i després del seu naixement les cèl·lules adquireixen la capacitat de distingir les cèl·lules foranes del cos. L'any 1960 li fou concedit el Premi Nobel de Medicina o Fisiologia juntament amb Macfarlane “pels seus estudis sobre els teixits trasplantats”, establint la base del trasplantament d'òrgans i descobrint la tolerància immunològica adquirida. Un treball que va ser utilitzat pels trasplantaments de pell a la cara després de cremades. Així mateix va fer estudis sobre el proliferació, envelliment i les transformacions cel·lulars.